# Drosophila johnstonae
Drosophila johnstonae är en tvåvingeart som beskrevs av Pipkin och Heed 1964. Drosophila johnstonae ingår i släktet Drosophila och familjen daggflugor.

## Utbredning
Artens utbredningsområde är Panama.